# Lemniscomys roseveari
Lemniscomys roseveari је врста глодара из породице мишева (Muridae).

## Распрострањење
Ареал врсте је ограничен на једну државу. Замбија је једино познато природно станиште врсте. Присуство у Анголи је непотврђено.

## Станиште
Станиште врсте су шуме.

## Угроженост
Подаци о распрострањености ове врсте су недовољни.